# Лалаан
Лалаан — река в России — река в России, протекает по Рутульскому району Дагестана. Длина реки (с Куцдудыхтой) составляет 12 км. Площадь водосборного бассейна — 55,5 км².
Начинается при слиянии рек Устукамери и Куцдудыхта на высоте 2021 метр над уровнем моря. Течёт на север между хребтами Нугаб и Лека через сосново-берёзовый лес. Устье реки находится в 132 км по правому берегу реки Самур напротив Рутула.

## Данные водного реестра
По данным государственного водного реестра России относится к Западно-Каспийскому бассейновому округу, речной бассейн —  реки бассейна Каспийского моря на юг от бассейна Терека до Государственной границы РФ, водохозяйственный участок реки — Самур.
Код объекта в государственном водном реестре — 07030000412109300002323.